# 鳥取バイパス
鳥取バイパス（とっとりバイパス）は、鳥取県鳥取市福部町湯山から鳥取市伏野（溝川交差点）に至る延長12.9kmの国道9号バイパスである。このうち、湯山から南隈交差点までは立体交差化されている。また、覚寺交差点以西は全線4車線となっているが、湯山 - 覚寺は暫定2車線となっている。

## 交差する道路
- 上側が起点側、下側が終点側。左側が上り側、右側が下り側。
- 秋里交差点 - 南隈交差点間は国道29号・国道53号別線・国道373号別線と重複。
- 交差する道路の特記がないものは市道。

| 交差する道路                                                        | 交差する道路                                                   | 交差する場所   | 京都から (km) | 備考                                     |
| ------------------------------------------------------------------- | -------------------------------------------------------------- | -------------- | ------------- | ---------------------------------------- |
| E9 山陰近畿自動車道（駟馳山バイパス）（国道9号重複） 京都・豊岡方面 |                                                                |                |               |                                          |
| 県道43号鳥取福部線 県道265号湯山鳥取線                              |                                                                | 福部IC（湯山） | 204.0         | 立体 駟馳山バイパス⇔米子・倉吉方面が直通 |
| 県道265号湯山鳥取線                                                 | 県道318号伏野覚寺線                                            | 覚寺           | 207.6         | 立体                                     |
| 県道183号鳥取砂丘線                                                 | 国道53号別線（国道373号別線重複）                              | 秋里           | 209.8         | 立体                                     |
|                                                                     | 県道26号秋里吉方線（鳥取環状道路）                             | 鳥取大橋東詰   | 210.2         | 立体ハーフ 京都・豊岡方面からは進入不可  |
|                                                                     | 県道41号鳥取港線                                               | 鳥取大橋西詰   | 210.6         | 立体ハーフ                               |
| 県道41号鳥取港線                                                    | 国道29号（国道53号別線・国道373号別線重複） （鳥取南バイパス） | 南隈           | 211.1         |                                          |
| 県道156号鳥取港湖山停車場線                                         | 県道156号鳥取港湖山停車場線                                    | 湖山東         | 212.0         |                                          |
|                                                                     |                                                                | 湖山北         | 213.3         |                                          |
| 県道264号鳥取空港布勢線                                             | 県道264号鳥取空港布勢線                                        | 空港入口       | 213.9         |                                          |
| 県道266号鳥取空港線                                                 |                                                                | 空港西入口     | 214.8         |                                          |
| -                                                                   | 県道190号金沢伏野線                                            |                | 216.7         | 立体                                     |
| -                                                                   | 県道318号伏野覚寺線                                            | 溝川           | 217.3 BP      |                                          |
| 国道9号 米子・倉吉方面                                              |                                                                |                |               |                                          |

- 溝川交差点ではキロポストの末尾にBPがつく。そこから西へ100mの地点でキロポストの補正 (-300m) が行われる（217.4BPKPの次は217.2KP）。

## 沿革
- 1967年度：事業着手
- 1973年7月27日：覚寺 - 空港入口(6.3km)供用開始
- 1975年前後：空港入口 - 空港西口供用
- 1985年3月27日：空港入口 - 伏野(1.3km)供用開始
- 1980年代後半：秋里 - 空港入口4車線化
- 1988年8月10日：伏野 - 溝川(1.1km)供用開始
- 平成序盤：秋里交差点立体化
- 1992年4月18日：湯山 - 覚寺(4.2km)供用開始により全線暫定開通
- 1998年前後：覚寺 - 秋里4車線化
- 2000年3月31日：空港入口 - 溝川(3.5km)が4車線化